# Jacqueline Staup
Jacqueline Staup est une actrice française, née le 12 juin 1932 à Ismaïlia en Égypte et morte le 6 août 2014 à Cahors en France,.

## Biographie
Jacqueline Staup a débuté au théâtre en 1953, à la télévision et au cinéma en 1956. Elle apparaît au cinéma dans plusieurs films de Louis Malle, dont Lacombe Lucien et Au revoir les enfants, dans le Molière d'Ariane Mnouchkine en 1977, et dans Gainsbourg (Vie héroïque) en 2010.
Elle est aussi la voix française de Puerh dans Dragon Ball : La Légende de Shenron (1986), et celle de Mrs Phillips, la sœur de Mrs Bennet dans la série télévisée Orgueil et Préjugés (1995).

## Filmographie partielle

### Cinéma
- 1957 : Reproduction interdite de Gilles Grangier
- 1958 : Ascenseur pour l'échafaud de Louis Malle
- 1965 : Compartiment tueurs de Costa-Gavras
- 1960 : Un homme de trop de Costa-Gavras : la religieuse
- 1967 : Le Voleur de Louis Malle
- 1974 : Lacombe Lucien de Louis Malle : Mlle Lucienne Chauvelot
- 1975 : Le Futur aux trousses de Dolorès Grassian
- 1975 : Les Bijoux de famille de Jean-Claude Laureux
- 1979 : I... comme Icare d'Henri Verneuil
- 1987 : Au revoir les enfants de Louis Malle
- 2002 : Ma caméra et moi de Christophe Loizillon
- 2010 : Gainsbourg, vie héroïque de Joann Sfar

### Télévision
- 1956 : En votre âme et conscience (épisode : L'Affaire Prado) de Jean Prat et Claude Barma
- 1964 : Commandant X (épisode : Le Dossier cours d'assises) de Jean-Paul Carrère
- 1967 : Salle n° 8 (série télévisée, épisode 47) de Robert Guez et Jean Dewever : une célibataire
- 1969 : Que ferait donc Faber ? (série télévisée) de Dolorès Grassian
- 1974 : Le Port de Claude Santelli
- 1975 : Marie-Antoinette de Guy Lefranc
- 1984 : Hello Einstein de Lazare Iglesis
- 1995 : Le Fils de Paul de Didier Grousset
- 2011 : Des soucis et des hommes de Christophe Barraud
- 2011 : Le Tombeau d'Hélios de Bruno Gantillon

## Théâtre
- 1957 : Scabreuse Aventure de Dostoïevski, mise en scène Georges Annenkov, Théâtre du Vieux Colombier
- 1971 : Roméo et Juliette de William Shakespeare, mise en scène Marcel Maréchal et Bernard Ballet, Théâtre national de l'Odéon
- 1972 : Le Coup de Trafalgar de Roger Vitrac, mise en scène Jacques Rosner, Théâtre national de l'Odéon
- 1979 : Un roi qu'a des malheurs de Rémo Forlani, mise en scène Maurice Risch, Théâtre La Bruyère
- 1984 : La Bagarre de Roger Vitrac, mise en scène Jacques Seiler, Théâtre de l'Atelier

## Doublage

### Cinéma

#### Films
- 1972 : Le Parrain : l'infirmière[Qui ?] (1er doublage)
- 1974 : Chinatown : Ida Sessions (Diane Ladd)
- 1980 : La Terrasse : [Qui ?]
- 1981 : La Maîtresse du lieutenant français : Sonia (Penelope Wilton)
- 1983 : Flashdance : la secrétaire de la compagnie de danse (Lucy Lee Flippin)
- 1987 : Boire et déboires : la mère de Nadia (Joyce Van Patten)
- 1987 : Les Roses rouges de l'espoir : Daisy, la gouvernante des Osborne (Rita Zohar)
- 1988 : Mississippi Burning : une cliente[Qui ?]
- 1989 : Henry V : Alice (Geraldine McEwan)
- 1989 : Portrait craché d'une famille modèle : Marilyn Buckman (Eileen Ryan)
- 1992 : Une équipe hors du commun : Miss Cuthbert (Pauline Brailsford)
- 1997 : Menteur, menteur : Dana Appleton (Swoosie Kurtz)

#### Films d'animation
- 1989 : Le Petit Dinosaure et la Vallée des merveilles : voix additionnelle
- 1990 : Les Jetson, le film : Rosie le Robot
- 1997 : Hercule : Lachésis, la deuxième moire
- 1999 : Pantin la Pirouette : voix additionnelle (court-métrage)

### Télévision

#### Téléfilms
- 1983 : Sherlock Holmes : Le Signe des Quatre : Mme Hudson, servante de Thaddeus
- 1993 : Innocentes Victimes : Trudy (Molly McClure)
- 2009 : La Bague de Sophia : Franks Schneider (Una Kay[4])

#### Séries télévisées
- 1979 : Madame Columbo : Mrs. Fischetti (Phyllis Lax)
- 1995 : Orgueil et Préjugés : Mrs. Phillips (Lynn Farleigh)
- 1997 : Inspecteur Barnaby : voix diverses

#### Séries d'animation
- 1988 : Archie Classe : Mlle Grundy